# Edward Heffron
Pour les articles homonymes, voir Heffron.
Edward Heffron dit Babe Heffron (16 mai 1923 à Philadelphie - 1er décembre 2013 à Stratford) est un soldat de l'US Army et vétéran de la Seconde Guerre mondiale. Incorporé dans la Easy Company du 506e Régiment d'infanterie parachutée (506th PIR) après l'opération Overlord, il combat aux Pays-Bas et pendant la bataille des Ardennes.

## Biographie

### Avant-guerre
Edward Heffron naît le 16 mai 1923 à Philadelphie en Pennsylvanie dans une famille d'ascendance irlandaise dont le père est gardien de prison. Il est le troisième des cinq enfants du couple. Il effectue ses études secondaires à la South Philadelphia High School mais abandonne les cours pour travailler et subvenir aux besoins de la famille. Il est embauché par la New York Shipbuilding Corporation à Camden dans le New Jersey où il transforme des navires commerciaux en porte-avions légers. En raison de son travail, il est exempté de service militaire mais ne souhaite pas en profiter car il désire s'engager dans les troupes aéroportées. Adolescent, il avait développé les premiers symptômes de la maladie de Dupuytren mais ne l'avait jamais signalé pour continuer à jouer au football dans l'équipe de son école. Cet état de santé lui aurait permis d'être réformé mais il refuse de rester aux États-Unis alors que ses trois frères sont déjà engagés.

### Seconde Guerre mondiale
Babe Heffron s'engage pour la 101e Division aéroportée le 7 novembre 1942. Pendant son entraînement, il devient ami avec un autre engagé, John T. Julian. Les deux hommes s'engagent mutuellement à contacter la famille de l'autre en cas de disparition et à lui remettre les effets personnels du défunt. Après la formation, il est envoyé en Angleterre et est affecté en juillet 1944 à la Easy Company du 2e bataillon du 506e Régiment d'infanterie parachutée qui rentre de France après avoir participé à la bataille de Normandie. Alors que certains remplaçants peinent à s'intégrer dans cette compagnie déjà rompue au combat et ayant perdu plusieurs des siens en Normandie, Babe Heffron s'intègre rapidement. Il se lie d'amitié avec Bill Guarnere, originaire comme lui de Philadelphie, et sympathise avec le lieutenant Buck Compton. Heffron connaît son baptême du feu aux Pays-Bas lors de l'opération Market Garden. Parachuté le 17 septembre, il participe aux combats de la Easy Company à Nuenen puis à la libération d'Eindhoven. Le 506th PIR est ensuite envoyé au repos en France, à Mourmelon.
En décembre 1944, le régiment est envoyé en Belgique où vient de débuter la bataille des Ardennes. Lors du siège de Bastogne, alors que la position des parachutistes américains est pilonnée par l'artillerie allemande, John T. Julian est mortellement touché. Babe Heffron tente de sortir du trou de combat qu'il occupe avec Eugene Roe pour secourir son ami, mais n'y parvient pas du fait des tirs de mitrailleuses allemandes. Une fois le calme revenu, il ne peut que constater la mort de son ami mais ne peut se résoudre à regarder son corps. Babe Heffron s'illustre cependant lors de la bataille et est décoré de la Bronze Star. Après les combats de Bastogne, la Easy Company séjourne à Haguenau puis entre en Allemagne et progresse jusqu'à Berchtesgaden. En mai 1945, alors qu'il est de faction à un carrefour, Babe Heffron voit arriver sur lui une colonne de soldats allemands menés par le général Theodor Tolsdorff qui annonce sa reddition mais refuse cependant de déposer les armes devant Heffron, préférant avoir affaire à un officier,. C'est finalement le lieutenant Carwood Lipton qui s'acquitte de la tâche. Après un séjour en Autriche, la fin définitive de la guerre à la suite de la capitulation du Japon permet à Heffron de retrouver les États-Unis.

### Après-guerre
De retour à Philadelphie, Babe Heffron travaille pour une société de distillerie de whisky. Il se marie en 1954 avec comme témoin Bill Guarnere qui sera également le parrain de sa fille. En 1966, son employeur déménage et Heffron ne le suit pas, restant à Philadelphie où il travaille dans le contrôle de la cargaison des cargos. Pendant des années, Il a du mal à célébrer les fêtes de noël et du nouvel an, cette période lui rappelant les durs combats de Bastogne, en particulier la mort de son ami John T. Julian. Ce n'est que douze ans après la fin de la guerre qu'il se résout à contacter la famille de celui-ci, honorant ainsi le pacte qu'ils s'étaient fait lors de leurs classes. Il est malgré tout très impliqué dans les manifestations rassemblant les anciens de la Easy Company. Babe Heffron meurt le 1er décembre 2013 à Stratford dans le New Jersey.

## Décorations
|                         |                                                     |  |
| Bronze oak leaf cluster | Bronze oak leaf cluster                             |  |
|                         | Arrowhead · Bronze star · Bronze star · Bronze star |  |
|                         |                                                     |  |
|                         |                                                     |  |
| Bronze oak leaf cluster |                                                     |  |

| Combat Infantryman Badge                             |                                       |                                                                                                |                                                                                                |                                                                          |                                                                          |
| Bronze Star Avec une feuille de chêne                | Bronze Star Avec une feuille de chêne | Purple Heart Avec une feuille de chêne                                                         | Purple Heart Avec une feuille de chêne                                                         | Good Conduct Medal                                                       | Good Conduct Medal                                                       |
| American Campaign Medal                              | American Campaign Medal               | European-African-Middle Eastern Campaign Medal Avec une pointe de flèche et trois Service star | European-African-Middle Eastern Campaign Medal Avec une pointe de flèche et trois Service star | World War II Victory Medal                                               | World War II Victory Medal                                               |
| Army of Occupation Medal                             | Army of Occupation Medal              | Croix de guerre 1939-1945 Avec palme                                                           | Croix de guerre 1939-1945 Avec palme                                                           | Médaille de la France libérée                                            | Médaille de la France libérée                                            |
| Parachutist Badge Avec une étoile                    | Parachutist Badge Avec une étoile     | Parachutist Badge Avec une étoile                                                              | Expert Marksmanship Badge Avec agrafes "Pistolet", "Fusil" et "Carabine"                       | Expert Marksmanship Badge Avec agrafes "Pistolet", "Fusil" et "Carabine" | Expert Marksmanship Badge Avec agrafes "Pistolet", "Fusil" et "Carabine" |
| Presidential Unit Citation Avec une feuille de chêne |                                       |                                                                                                |                                                                                                |                                                                          |                                                                          |

## Hommages
- Babe Heffron est représenté dans la série Band of Brothers où il est interprété par l'acteur écossais Robin Laing. Il apparaît en personne lors des entrevues diffusées au début ou à la fin de certains épisodes et réalise même un caméo : dans le 4e épisode : Les remplaçants, on peut le voir dans la scène de la libération d'Eindhoven, assis à une table et agitant un petit drapeau.

- Le 17 septembre 2015, à l'occasion du 71e de l'opération Market Garden, une statue de Babe Heffron est érigée au Herron Park de Philadelphie, dans son ancien quartier[5]. La statue contient les cendres d'Heffron et de sa femme[6].

## Publications
- (en) Bill Guarnere, Edward "Babe" Heffron, Brothers in battle : Best of friends, Berkley Hardcover, 2007, 296 p. (ISBN 978-0-425-21728-3).